# Xylobium bractescens
Xylobium bractescens är en orkidéart som först beskrevs av John Lindley, och fick sitt nu gällande namn av Friedrich Fritz Wilhelm Ludwig Kraenzlin. Xylobium bractescens ingår i släktet Xylobium och familjen orkidéer. Inga underarter finns listade i Catalogue of Life.